# Bảo tàng Lịch sử Nhiếp ảnh "Jadernówka"
Bảo tàng Lịch sử Nhiếp ảnh "Jadernówka" (tiếng Ba Lan: Muzeum Historii Fotografii „Jadernówka”) là một bảo tàng tọa lạc tại số 19 và 21 Phố Jadernych, Mielec, Ba Lan. Bảo tàng là một chi nhánh của Bảo tàng Khu vực ở Mielec. 

## Lịch sử
Trụ sở của Bảo tàng Lịch sử Nhiếp ảnh "Jadernówka" là một ngôi nhà gạch được xây dựng từ năm 1904 đến năm 1906 của nhiếp ảnh gia August Jaderny. Ngôi nhà "Jadernówka" được kiến trúc sư Stanisław Bronisławski thiết kế, là một ngôi nhà một tầng với một phòng tiện ích trên gác mái. Trước đây, địa điểm này vừa là  căn hộ của nhiếp ảnh gia, vừa là nơi gặp gỡ của giới nghệ sĩ địa phương trong giai đoạn giữa hai cuộc chiến tranh, và là một đầu mối liên lạc của phong trào kháng chiến trong thời kỳ Đức Quốc xã chiếm đóng Ba Lan.
Tháng 5 năm 1987, ngôi nhà  "Jadernówka" được chọn làm trụ sở của Bảo tàng Khu vực. Từ năm 2002, sau khi các bộ sưu tập của Bảo tàng Khu vực được chuyển đi, các cuộc triển lãm ở đây hoàn toàn dành cho nhiếp ảnh.
Ngôi nhà "Jadernówka" được cải tạo trong hai năm 2010 và 2011, và từ tháng 1 năm 2019, tên của ngôi nhà được đổi thành Bảo tàng Lịch sử Nhiếp ảnh "Jadernówka".

## Triển lãm
Bộ sưu tập của Bảo tàng Lịch sử Nhiếp ảnh "Jadernówka" hiện đang bao gồm hơn 5.000 vật triển lãm, là bộ sưu tập loại này lớn thứ ba ở Ba Lan, và lớn thứ hai về số lượng thiết bị nhiếp ảnh. Bộ sưu tập bao gồm hơn 2.500 bức ảnh (chủ yếu được chụp bởi August và Wiktor Jaderny), khoảng 1.300 ảnh âm bản, hơn 220 máy ảnh cũ, báo chí, và các thứ khác.